# Capri (vascello)
Il Capri è stato un vascello in servizio tra il 1812 e il 1815 nella Marina del Regno di Napoli, e tra il dicembre 1815 e il 1847 nella Real Marina del Regno delle Due Sicilie.

## Storia
Il vascello da 74 cannoni Capri, appartenenti alla sottoclasse Danube della Classe Téméraire, era una delle tre unità commissionate per entrare in servizio nella Marina del Regno di Napoli sotto il regni di Giuseppe Bonaparte e di Gioacchino Murat (decennio francese, 1806-1816). Il 4 luglio 1807 Napoleone Bonaparte aveva espressamente chiesto al fratello Gioacchino di garantirgli la costruzione di entro breve tempo di due vascelli da 80 cannoni e due fregate, intimando di completare i lavori entro il 1808. Il 7 luglio Gioacchino Bonaparte rispose al fratello che l'ingegnere che era stato mandato a Napoli, Philippe Greslé, non aveva mai costruito un vascello da 74 cannoni, e chiese che gli fosse inviato un altro ufficiale più idoneo. Il 7 novembre, da Fontainebleau, Napoleone sollecitò di nuovo il fratello e nella risposta del 19, confermando il recente arrivo dell'ingegnere Jean-François La Fosse, il re Gioacchino aggiungeva di averlo incaricato della costruzione del vascello da 74 e che il legname necessario era già stato in parte raccolto, ma ne occorreva dell'altro e probabilmente sarebbe stato necessario farlo venire dalla Calabria o ancora meglio dall'Istria, via Barletta. Per la canapa non vi erano problemi, e neanche per le artiglierie che si potevano far venire dalla Francia o attingere al deposito francese di Bracciano (nello Stato Pontificio). Nel febbraio 1808 si segnalava però che il legname in magazzino a Castellammare di Stabia era custodito male, e vi erano frequenti furti. Il 29 maggio 1808, da Baiona, Napoleone scrisse al ministro degli esteri Jean-Baptiste Nompère de Champagny di sollecitare il completamento delle costruzioni navali, lamentando che non fossero, come aveva creduto, ai 20 ventiquattresimi. L'articolo 12 del trattato di Baiona del 15 luglio, impegnava il nuovo sovrano di Napoli, Gioacchino Murat a fornire alla marine impériale francese 6 vascelli, 6 fregate e 6 corvette o brick. Il 17 settembre, appena undici giorni dopo il suo arrivo a Napoli, Murat comunicò a Napoleone che in quella settimana sarebbe stata impostata una fregata nella darsena di Napoli e che il vascello in costruzione a Castellammare sarebbe stato pronto entro dieci mesi.
Impostato nel novembre 1808 presso il cantiere navale di Castellammare di Stabia sotto al direzione degli ingegneri Jean-François La Fosse e Philippe Greslé su piani costruttivi di Jacques Noël Sané, il vascello da 74 cannoni Capri fu varato in ritardo sui piani previsti da Murat, il 21 agosto 1810, alla presenza della regina Carolina e del principe Achille. Il vascello arrivò a Napoli il 3 settembre, condotto da Roberti e scortato dalle golette Achille e Letizia per completare i lavori d’allestimento, conclusi entro l'estate 1811. Il Capri entrò ufficialmente in servizio nel gennaio 1812.
Il vascello era costruito con scafo in legno dotato di carena foderata in rame, ed aveva tre ponti. I 74 cannoni ad avancarica ed a canna liscia, erano sistemati in batteria: una scoperta sul ponte e due coperte. Possedeva tre alberi a vele quadre (trinchetto, maestro, mezzana) e il bompresso a prua (albero sporgente ed inclinato di circa 30° rispetto alla superficie del mare).
Nel giugno 1815 re Ferdinando rientrò a Napoli da Palermo insieme alla Marina borbonica. Con la contemporanea sconfitta di Gioacchino Murat, si consegnarono agli inglesi due vascelli, il Capri e il Gioacchino, una corvetta, due schooner, 24 cannoniere e le due fregate, che furono successivamente cedute alla Armata di Mare del Regno delle Due Sicilie. Il 2 settembre 1820, una flotta comprendente la Amalia, il vascello Capri, la corvetta Leone, le polacche Sant'Antonio ed Italia e 14 brigantini (forza poi incrementata con l'invio, il giorno seguente, di sei cannoniere ed una bombarda), lasciò nuovamente Napoli e venne inviata in Sicilia con altre truppe da sbarco, per reprimere i moti rivoluzionari.
Il 10 maggio 1843 il Capri fu tirato a secco nello scalo di alaggio del cantiere di Castellammare con l'utilizzo di ben 2 400 uomini. I 1 450 operai del cantiere navale furono aiutati in tale operazione da 320 uomini dell’equipaggio del Vesuvio, 242 della fregata Regina, 242 della Partenope e 146 della Isabella. Furono usati 8 argani cosiddetti a "Barbotin" cioè con tamburo ad impronta, costruiti dalla Ditta Lorenzo Zino & Henry di Napoli.
Il vascello andò in disarmo il 1847 e poco dopo fu venduto a Napoli per esservi demolito.

### Annotazioni
1. ↑  Nella lettera Napoleone diceva: devi sentire l'importanza di avere queste due navi che ti metteranno in condizione di non avere nulla da temere dalle fregate inglesi; e gli inglesi non hanno un numero tale di navi da guerra da poterle disporre ovunque.
2. ↑  Che erano lo stesso numero delle unità pianificate da Acton e costruite a Napoli e Castellammare nel periodo 1786-1796.
3. ↑  Il 12 aprile 1809 Murat confermava all'Imperatore che il vascello poteva essere varato all'inizio d'agosto e la fregata subito dopo, purché arrivasse il rame per la carenatura che non si riusciva a trovare né in Francia né in Italia. Ancora il 6 giugno, Murat ordinava a Daure di accelerare i lavori per completare il vascello e la fregata entro settembre e il 9 assicurava l’imperatore che sarebbero stati in mare il 1º ottobre.

### Fonti
1. ↑  Tree Decks.
2. ↑  Tree Decks.
3. 1 2 3 4 5 6 7  Libero Ricercatore.
4. 1 2 3 4 5 6 7 8  Centotredicesimo.
5. ↑  Demerliac 2004, p. 76.
6. ↑  Winfield 2015, p. 99.